# Колфилд, Фрэнсис Уильям, 2-й граф Чарлмон
Фрэнсис Уильям Колфилд, 2-й граф Чарлмонт (англ. Francis William Caulfeild, 2nd Earl of Charlemont; 3 января 1775 — 26 декабря 1863) — англо-ирландский пэр и политик. Он был известен как виконт Колфилд с 1775 по 1799 год.

## Биография

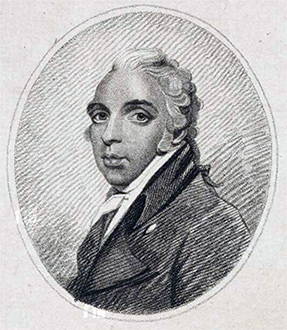
Фрэнсис Колфилд, 2-й граф Чарлмонт

Родился 3 января 1775 года. Старший сын Джеймса Колфилда, 1-го графа Чарлмонта (1728—1799), и его жены Мэри Хикман (? — 1807), дочери Томаса Хикмана из графства Клэр. Он получил образование в Тринити-колледже Дублинского университета, получив степень бакалавра искусств в 1794 году.
Фрэнсис Колфилд заседал в Ирландской палате общин от Чарлмонта (1798) и графства Арма (1798—1799).
4 августа 1799 года после смерти своего отца Фрэнсис Колфилд унаследовал титулы 2-го графа Чарлмонта в графстве Арма (Пэрство Ирландии), 5-го виконта Чарлмонта в графстве Арма (Пэрство Ирландии) и 9-го лорда Колфилда в графстве Арма (Пэрство Ирландии), став членом Ирландской палаты лордов.
12 декабря 1806 года он был избран ирландским пэром-представителем и занял свое место в Палате лордов Великобритании. 19 октября 1831 года он был назначен рыцарем ордена Святого Патрика.
13 февраля 1837 года Фрэнсис Колфилд получил титул барона Чарлмонта из Чарлмонта в графстве Арма (Пэрство Соединённого королевства), получив для себя и своих потомков автоматическое место в Палате лордов Великобритании.
В феврале 1832 года он был назначен членом Тайного совета Ирландии.
Лорд-лейтенант графства Тирон с 1839 по 1863 год и хранитель рукописей графства Тирон с 1841 по 1863 год.

## Личная жизнь

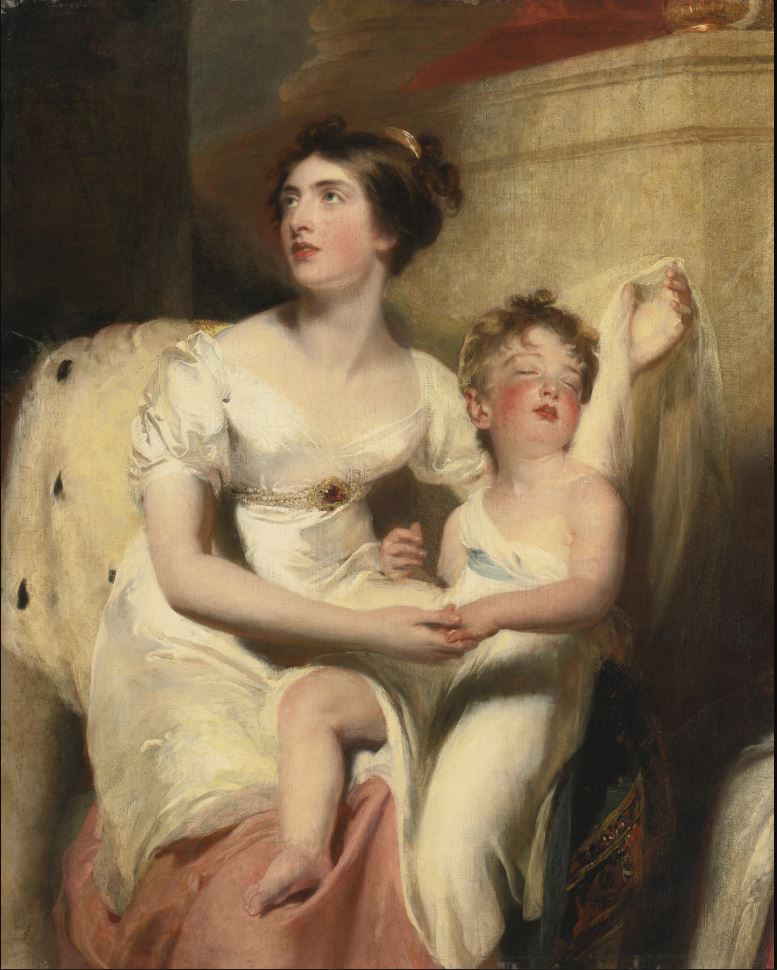
Энн, графиня Чарлмонт, и её старший сын Джеймс, художник — Томас Лоуренс, 1805 год

9 февраля 1802 года Фрэнсис Колфилд женился на Энн Бермингем (ок. 1780 — 23 ноября 1876), дочери и сонаследнице Уильяма Бермингема из Росс-Хилла, графство Голуэй, и Мэри Ратледж. У супругов было четверо детей:
- Джеймс Уильям Колфилд, виконт Колфилд (август 1803 — 13 января 1823)[1]
- Достопочтенный Уильям Фрэнсис Колфилд (1805—1807)[1]
- Леди Мария Мелозина Колфилд (январь 1807 — 4 марта 1827)[1]
- Леди Эмили Шарлотта Колфилд (1808 — октябрь 1829)[1].

Лорд Чарлмонт скончался 26 декабря 1863 года в возрасте 88 лет в своём поместье Марино-хаус в Клонтарфе, графство Дублин, Ирландия, не оставив после себя потомков. Ему наследовал его племянник, Джеймс Молинье Колфилд.